# Dennis Salanović
Dennis Salanović, född 26 februari 1996 i Vaduz, är en liechtensteinsk fotbollsspelare.
Hans förädrar kommer från Bosnien och Hercegovina. Salanović har spelat över 50 landskamper för Liechtensteins landslag sedan debuten 2014.
Han utsågs till årets fotbollsspelare i Liechtenstein 2019.